# Zygmunt Rolat

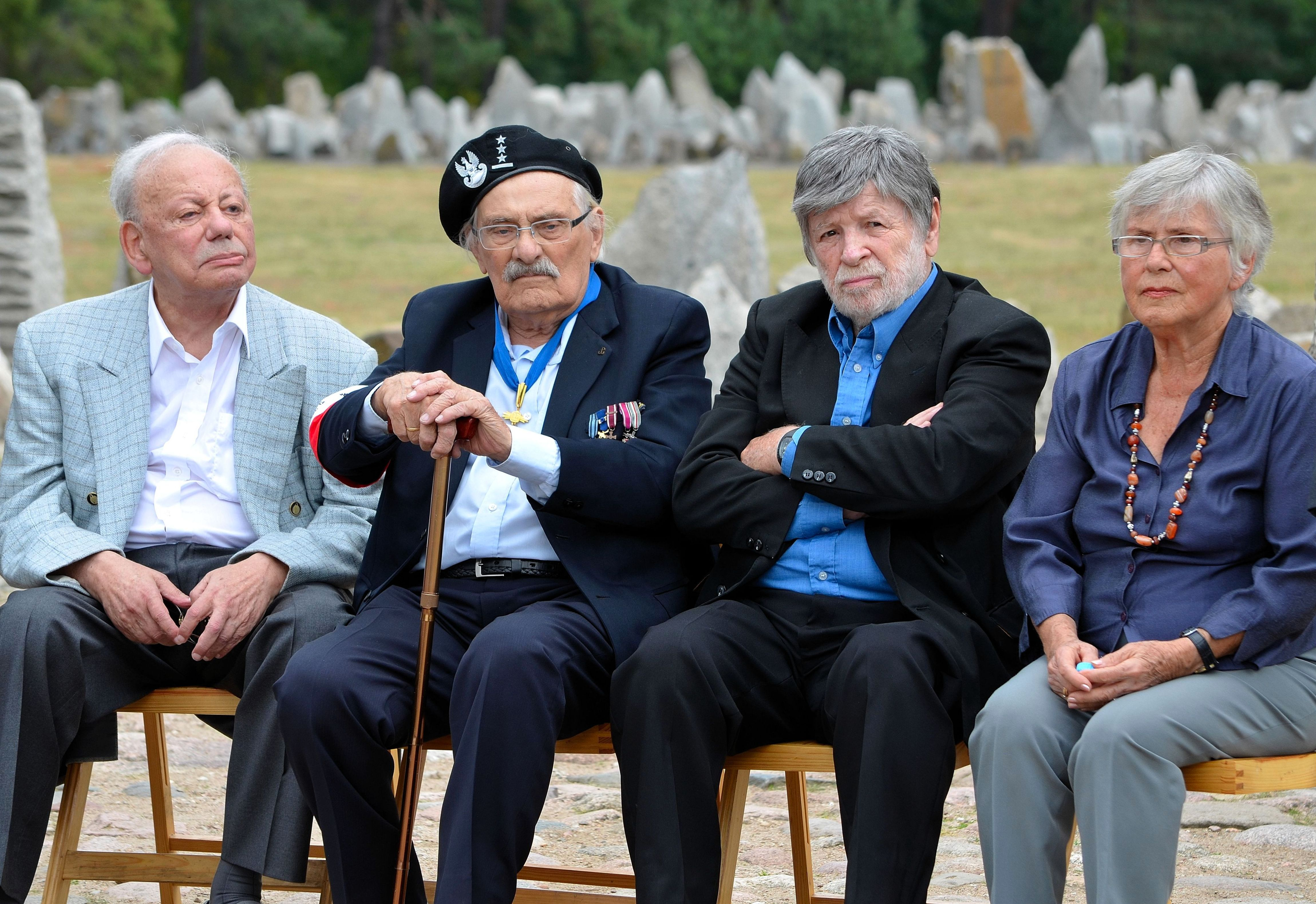
Zygmunt Rolat, Samuel Willenberg, Szewach Weiss i Ada Willenberg podczas obchodów 70. rocznicy buntu w obozie zagłady w Treblince

Zygmunt Rolat (ur. 1 lipca 1930 w Częstochowie jako Zygmunt Rozenblat, zm. 19 maja 2024 w Nowym Jorku) – polsko-żydowski filantrop zamieszkały w Stanach Zjednoczonych, działacz kulturalny, mecenas sztuki, biznesmen, działacz na rzecz dialogu polsko–żydowskiego, prezydent Światowego Związku Żydów Częstochowian i Ich Potomków z siedzibą w Nowym Jorku, Honorowy Obywatel Miasta Częstochowy, członek Rady Muzeum Historii Żydów Polskich POLIN w Warszawie oraz przewodniczący Północnoamerykańskiego Komitetu Wspierania Muzeum.

## Życiorys
Urodził się w Częstochowie. W czasie II wojny światowej więzień częstochowskiego getta, a po jego likwidacji robotnik przymusowy w obozie pracy Hasag Pelcery. W czasie okupacji niemieckiej stracił matkę i starszego brata. Po zakończeniu wojny emigrował do USA, gdzie skończył studia prawnicze i założył własną firmę transportową, a następnie spedycyjną. Dzięki uzyskanemu majątkowi zaangażował się w działalność społeczną i filantropijną.
Piastował funkcję przewodniczącego amerykańskiego komitetu wspierania budowy Muzeum Historii Żydów Polskich w Warszawie. Członek Fundacji Kościuszkowskiej i rady Chrześcijańskiej Unii Absolwentów Teologii w Berkeley w Kalifornii.
Po wojnie po raz pierwszy przyjechał do Polski w latach 60. XX wieku, odwiedzając ją systematycznie do śmierci. Współorganizator i fundator wystawy i albumu powystawowego Żydzi Częstochowianie, zrealizowanych przy współpracy z Akademią im. Jana Długosza i Muzeum oraz Archiwum Częstochowskim. Wystawa prezentowana była między innymi w Częstochowie, Nowym Jorku, Waszyngtonie, Fort Lauderdale, Houston, Cincinnati i Toronto. Działacz na rzecz promocji kultury i historii Częstochowy, mecenas badań historycznych, wydań książek i albumów o historii Częstochowy, organizator i fundator wydarzeń kulturalnych w tym koncertów.
W uznania dla jego działań na rzecz powstania Muzeum Żydów Polskich w Warszawie prezydent Lech Kaczyński uhonorował go Krzyżem Komandorskim Orderu Zasługi Rzeczypospolitej Polskiej, wręczonym Zygmuntowi Rolatowi podczas obchodów 65. rocznicy powstania w getcie warszawskim 19 kwietnia 2008. W 2010 r. został wyróżniony statuetką „Mecenasa Kultury” ufundowaną przez Urząd Miasta Częstochowy. 26 stycznia 2012 Rada Miasta Częstochowy podjęła uchwałę o nadaniu Zygmuntowi Rolatowi honorowego obywatelstwa Częstochowy. Uroczystość nadania odbyła się 3 października 2012 w Filharmonii Częstochowskiej imienia Bronisława Hubermana.

## Rodzina
Jego żona Jacqueline Rolat zmarła 7 czerwca 2013.